# 阿提
阿提是乍得中部的城市，也是巴塔區的首府，位於首都恩賈梅納以東278英里的巴塔河畔，有機場設施，2008人口25,373。由於阿提地理位置優越，它在乍得內戰和乍得、利比亞發生衝突時發生了重要的戰役。
13°13′N 18°20′E / 13.217°N 18.333°E